# Очилата морска свиня
Очилатата морска свиня (Phocoena dioptrica) е вид бозайник от семейство Морски свине (Phocoenidae).

## Разпространение и местообитание
Видът е разпространен в Австралия (Макуори и Тасмания), Аржентина, Бразилия, Нова Зеландия (Антиподи), Уругвай, Фолкландски острови, Френски южни и антарктически територии (Кергелен), Хърд и Макдоналд, Чили и Южна Джорджия и Южни Сандвичеви острови.
Обитава крайбрежията на океани, морета и реки в райони с умерен климат.

## Описание
Теглото им е около 65 kg.